# Lạc Long Quân

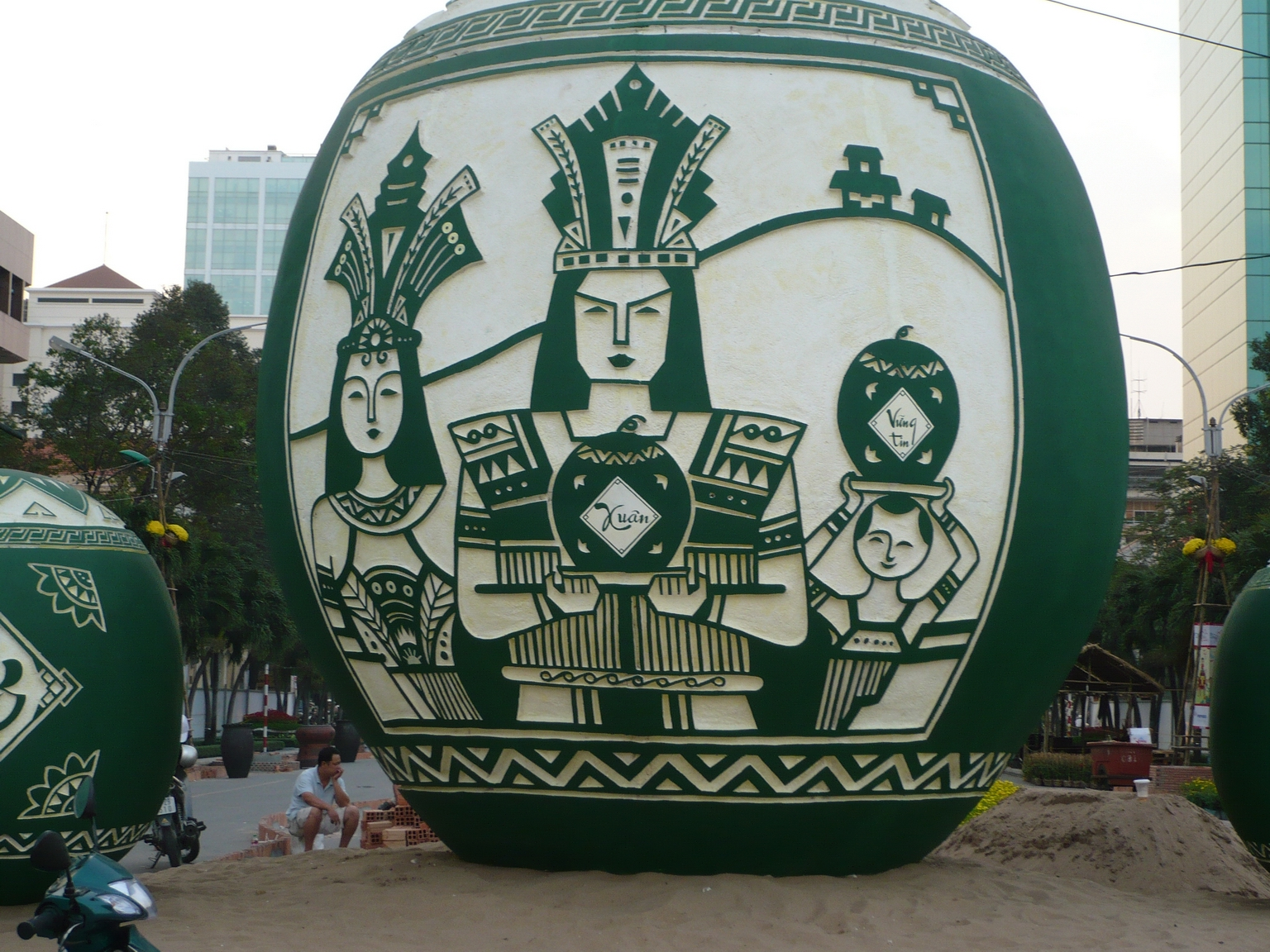
Moderne Darstellung von Lạc Long Quân (Mitte) und Âu Cơ (links) im Rahmen des Tết-Festes 2009

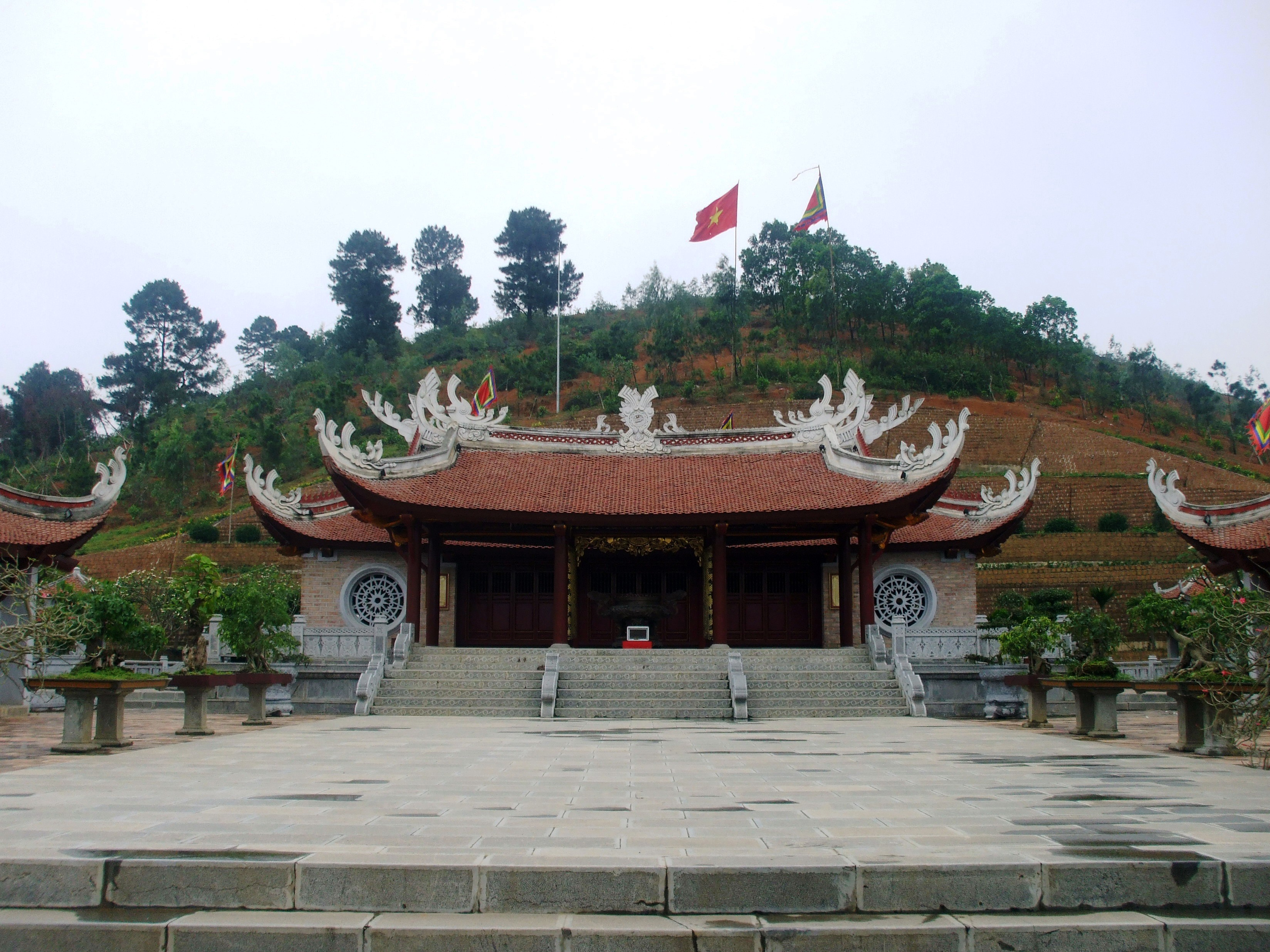
Tempel des Lạc Long Quân in der Provinz Phú Thọ

Lạc Long Quân (wortwörtlich „Drachenherrscher von Lạc“, chữ Hán: 貉龍君), persönlicher Name Sùng Lãm, ist der sagenhafte Begründer Vietnams. Als zentrale Figur des vietnamesischen Ursprungsmythos gilt er als Vater und Kulturbringer des vietnamesischen Volkes und erster richtiger König des Landes.
Er ist der Sohn des Kinh Dương Vương, einem Nachkommen des Urkaisers Shennong und König von Xích Quỷ (Lingnan?), und dessen Frau Thần Long Nữ, der Tochter des Drachen-Herrschers des Dongting-Sees. Als Nachfahre von Drachen zeichnete er sich durch große Stärke, hohe Intelligenz und eine Affinität zu Gewässern aus. Er vollbrachte eine Reihe von Heldentaten, unter anderem kämpfte er gegen ein Fischmonster (Ngư Tinh), einen Fuchsgeist (Hồ Tinh) und einen Baumdämon (Mộc Tinh).
Bei einer Reise ins Hochland lernte er die Fee und Berggottheit Âu Cơ kennen und heiratete sie wenig später. Gemäß der ältesten bekannten Fassung war Âu Cơ allerdings bereits mit seinem Cousin, dem nördlichen (chinesischen) Herrscher Đế Lai, verheiratet gewesen. In späteren Versionen gilt sie hingegen als dessen Tochter, um die problematischen Themen Brautraub und Ehebruch zu vermeiden.
Das Paar lebte auf dem Berg Tản Viên. Bald nach der Eheschließung brachte Âu Cơ einen Eiersack zur Welt, aus dessen Eiern hundert Kinder schlüpften. Je nach Fassung der Sage handelte es sich hierbei entweder um fünfzig Jungen und fünfzig Mädchen oder um hundert Söhne (um die Herkunft der hundert klassischen vietnamesischen Familiennamen oder alternativ die Hundert Việt-Stämme zu erklären). In jedem Fall gelten diese hundert Kinder als die ersten Vietnamesen (Lạc Việt).
Nach einiger Zeit stellte sich heraus, dass die Bergfee und der Nachkomme des Wasser-Drachens zu unterschiedlich waren, um auf Dauer zusammenleben zu können. Das Paar trennte sich. Fünfzig Kinder folgten dem Vater an die Küste, wo sie zu den Vorfahren der Tiefland-Vietnamesen wurden. Die anderen fünfzig Kinder folgten der Mutter in die Berge, wo sie zu den Vorfahren der Hochland-Vietnamesen (je nach Auslegung die Mường oder möglicherweise die Âu Việt) wurden.
Lạc Long Quân brachte den Kindern, die ihm gefolgt waren, die Fischerei, den Reisanbau, das Reiskochen in Bambusrohren und das Tätowieren bei. Er begründete so das Königreich Văn Lang. Sein ältester Sohn wurde schließlich sein Nachfolger und herrschte als erster Hùng-König (Hồng-Bàng-Zeit).
Der Haupttempel des Lạc Long Quân befindet sich am Hügel Sim in der Provinz Phú Thọ, in unmittelbarer Umgebung der Tempelanlage seiner Nachfolger, der Hùng-Könige.